# Stephanie Harmsen
Stephanie Harmsen (24 november 1984) is een Nederlands voetbalspeelster. Harmsen speelde in seizoen 2008/09 voor Roda JC in de Nederlandse Eredivisie. Dat seizoen was zij met vier doelpunten topscorer van Roda JC.

## Statistieken
| Seizoen | Club       | Land      | Competitie | Wedstrijden | Doelpunten |
| ------- | ---------- | --------- | ---------- | ----------- | ---------- |
| 2008/09 | SV Roda JC | Nederland | Eredivisie |             | 3          |
| Totaal  | Totaal     | Totaal    | Totaal     | --          | --         |

Laatste update: september 2020